# Obszary chronione w Portugalii
Obszary chronione w Portugalii podzielone są przez portugalskie prawodawstwo na pięć kategorii:
- Parque Nacional (park narodowy), jest pojęciem równoważnym do II poziomu w klasyfikacji IUCN. Obecnie w Portugalii istnieje tylko jeden park narodowy, Park Narodowy Peneda-Gerês.

- Parque Natural (park przyrodniczy). W Portugalii znajduje się 13 parków przyrodniczych: 
  - Montesinho
  - Douro Internacional
  - Litoral Norte
  - Alvão
  - Serra da Estrela
  - Tejo Internacional
  - Serras de Aire e Candeeiros
  - Serra de São Mamede
  - Sintra-Cascais
  - Arrábida
  - Sudoeste Alentejano e Costa Vicentina
  - Vale do Guadiana
  - Ria Formosa

- Reserva Natural (rezerwat przyrody), obszary ochrony siedlisk fauny i flory. W Portugalii znajduje się 9 rezerwatów przyrody:
  - Dunas de São Jacinto
  - Serra da Malcata
  - Paul de Arzila
  - Berlengas
  - Paul do Boquilobo
  - Estuário do Tejo
  - Estuário do Sado
  - Lagoas da Sancha e de Santo André
  - Sapal de Castro Marim e Vila Real de Santo António

- Monumento Natural (pomnik przyrody). W Portugalii znajduje się 5 pomników przyrody:
  - Ourém / Torres Novas
  - Carenque
  - Pedreira do Avelino
  - Pedra da Mua
  - Lagosteiros (os dois últimos integrados no Parque Natural da Arrábida)

- Paisagem Protegida (obszar chronionego krajobrazu). W Portugalii znajduje się 6 obszarów chronionego krajobrazu:
  - Serra do Açor
  - Arriba Fóssil da Costa da Caparica
  - Corno do Bico
  - Serra de Montejunto
  - Lagoas de Bertiandos e São Pedro de Arcos
  - Albufeira do Azibo